# Hecktasche

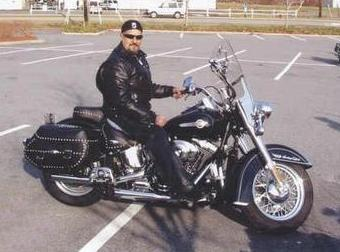
Harley-Davidson Heritage mit Seitengepäcktaschen

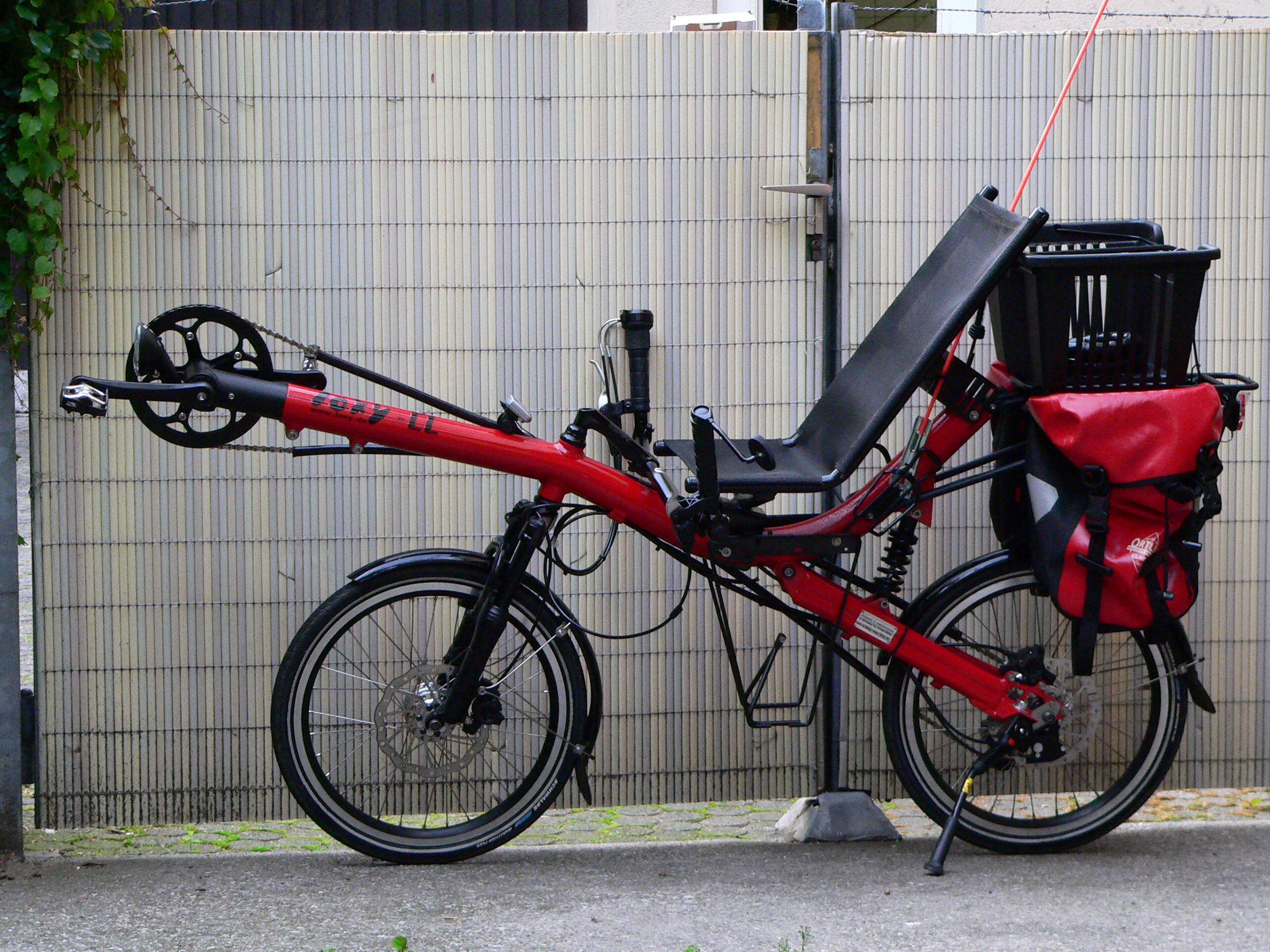
Reiseliegerad mit Hecktasche

Eine Hecktasche ist ein Transportsystem zum Mitführen von Gepäck auf Zweirädern. Es gibt sie in verschiedenen Ausführungen, beispielsweise an der Seite neben dem Hinterreifen (üblich vor allem bei Motorradtypen wie Cruisern und Choppern) oder auf dem Gepäckträger bei Fahrrädern beziehungsweise hinter/auf dem Soziussitz bei Motorrädern.
Von Motorradkoffern unterscheiden sich Hecktaschen dadurch, dass sie aus nachgiebigem Material bestehen, z. B. Leder.
Bei Fahrrädern ist als Fahrradtasche oft eine Kombination gebräuchlich, also eine Tasche auf dem Gepäckträger und Taschen neben dem Reifen, die auch in einer Einheit fest mit der Gepäckträgertasche verbunden sein können; diese Ausführung existiert aber auch für moderne Reisemotorräder.
Sportmotorräder haben oft bedingt durch die Konstruktion keinen Platz für einen Tankrucksack, hier ist die Benutzung einer Hecktasche an Stelle des, bzw. über dem Soziusplatz gebräuchlich. Bedingt durch die Heckkonstruktion und die Auspuffführung ist hier eine Unterbringung der Taschen neben dem Hinterreifen schwierig, die daraus resultierenden (aus Stilgründen oft eher kleinen) Taschen für den Soziusplatz werden auf Englisch „tailpack“ genannt (entsprechend auch in Deutsch).
Der Vorteil der Anbringung neben den Reifen ist ein niedrigerer Schwerpunkt, wodurch das Fahrzeug handlicher wird. Dies ist insbesondere bei Fahrrädern ein nicht zu unterschätzender Vorteil, auch beispielsweise im Vergleich zur Lenkertasche. Hecktaschen können allgemein hier auch als Ausgleich dienen.
Bei Fahrrädern sollte darauf geachtet werden, dass sich keine Befestigungsbänder oder ähnliches in den Speichen oder der Fahrradkette verfangen können. Vorrangig bei Motorrädern ist zu beachten, dass sogenannte tailpacks trotz ihres sportlichen Erscheinungsbildes im Vergleich zu Tankrucksäcken empfindlicher bei sehr hohen Geschwindigkeiten sind, es gibt Berichte über losgerissene oder verrutschte Hecktaschen bei hohem Reisetempo. Daraus können verschiedene Gefahrensituationen entstehen, vom Brand bis hin zum Sturz durch sich verfangende Teile im Endantrieb beziehungsweise Hinterrad. Auch sollte beachtet werden, dass bei seitlich befestigten Hecktaschen die Schräglagenfreiheit abnehmen kann.